# Estádio Arthur Marinho
Het Estádio Arthur Marinho is een multifunctioneel stadion in Corumbá, een stad in Brazilië. 
Het stadion wordt vooral gebruikt voor voetbalwedstrijden, de voetbalclub Pantanal FC maakt gebruik van dit stadion. In het stadion is plaats voor 10.000 toeschouwers. Het stadion werd geopend in 1941 en daarna drie keer gerenoveerd. In 1961 kwam er verlichting, 1964 een nieuwe tribune en de laatste renovatie was in 2008.